# Саму Кастільєхо
Самуе́ль Кастілье́хо Асуага́ (ісп. Samuel "Samu" Castillejo Azuaga), більш відомий як Саму Кастілье́хо (ісп. Samu Castillejo) (нар. 18 січня 1995 року, Малага, Іспанія) — іспанський футболіст. атакувальний півзахисник клубу «Валенсія». Грає на правах оренди в Італії за «Сассуоло».

## Клубна кар'єра
Вихованець футбольної академії клубу «Малага» зі свого рідного міста. Влітку 2014 року після чергового масового відходу футболістів, пов'язаного з політикою керівництва команди, був включений у заявку на сезон. 30 серпня в матчі проти «Валенсії» дебютував у Ла Лізі, замінивши в другому таймі Хуанмі. Взимку того ж року з'явилася інформація про зацікавленість у Кастільєхо з боку «Атлетіко Мадрид». 2 лютого в поєдинку проти «Валенсії» забив свій перший гол.
У липні 2015 року Кастільєхо разом зі своїм партнером по «Малазі» Самуєлем перейшов у «Вільярреал», підписавши 5-річний контракт. 23 серпня о матчі проти «Бетісу» дебютував за нову команду. 28 лютого 2016 року в поєдинку проти «Леванте» забив перший гол за «Вільярреал».
У серпні 2018 року Кастільєхо став гравцем італійського «Мілана». 31 серпня в матчі проти «Роми» дебютував в італійській Серії A, замінивши в другому таймі Хакана Чалханоглу. 30 вересня в поєдинку проти «Сассуоло» Саму забив свій перший гол за «Мілан». Спочатку мав регулярну ігрову практику і за три сезони взяв участь у понад 100 іграх різних турнірів. Але з приходом до команди Жуніора Мессіаса програв йому конкуренцію за місце в основному складі і по ходу переможного для міланців сезону 2021/22 взяв участь лише у 5 іграх італійської першості.
Влітку 2022 руку повернувся на батьківщину, уклавши контракт з «Валенсією».
1 вересня 2023 року був орендований «Сассуоло», повернувшись таким чином до італійської Серії A.

## Виступи за збірні
2011 року дебютував у складі юнацької збірної Іспанії (U-16), загалом на юнацькому рівні взяв участь у 15 іграх, відзначившись двома забитими голами.
2015 року залучався до складу молодіжної збірної Іспанії. На молодіжному рівні зіграв у 4 офіційних матчах.

## Клубна статистика
Статистика на 6 вересня 2023 року
| Сезон                 | Команда               | Чемпіонат             | Чемпіонат | Чемпіонат | Національний кубок | Національний кубок | Національний кубок | Континентальні кубки | Континентальні кубки | Континентальні кубки | Інші змагання | Інші змагання | Інші змагання | Усього | Усього |
| Сезон                 | Команда               | Ліга                  | Ігор      | Голів     | Ліга               | Ігор               | Голів              | Ліга                 | Ігор                 | Голів                | Ліга          | Ігор          | Голів         | Ігор   | Голів  |
| --------------------- | --------------------- | --------------------- | --------- | --------- | ------------------ | ------------------ | ------------------ | -------------------- | -------------------- | -------------------- | ------------- | ------------- | ------------- | ------ | ------ |
| 2013-14               | «Малага»              | ЛЛ                    | —         | —         | —                  | —                  | —                  | —                    | —                    | —                    | —             | —             | —             | —      | —      |
| 2014-15               | «Малага»              | ЛЛ                    | 34        | 1         | КІ                 | 5                  | 0                  | —                    | —                    | —                    | —             | —             | —             | 39     | 1      |
| Усього за «Малага»    | Усього за «Малага»    | Усього за «Малага»    | 34        | 1         |                    | 5                  | 0                  | —                    | —                    | —                    | —             | —             | —             | 39     | 1      |
| 2015-16               | «Вільяреал»           | ЛЛ                    | 28        | 1         | КІ                 | 4                  | 0                  | ЛЄ                   | 13                   | 1                    | —             | —             | —             | 45     | 2      |
| 2016-17               | «Вільяреал»           | ЛЛ                    | 33        | 2         | КІ                 | 3                  | 1                  | ЛЄ                   | 8                    | 0                    | —             | —             | —             | 44     | 3      |
| 2017-18               | «Вільяреал»           | ЛЛ                    | 30        | 6         | КІ                 | 3                  | 0                  | ЛЄ                   | 5                    | 0                    | —             | —             | —             | 38     | 6      |
| Усього за «Вільяреал» | Усього за «Вільяреал» | Усього за «Вільяреал» | 91        | 9         |                    | 10                 | 1                  |                      | 26                   | 1                    |               | —             | —             | 127    | 11     |
| 2018–19               | «Мілан»               | A                     | 31        | 4         | КІ                 | 4                  | 0                  | ЛЄ                   | 4                    | 0                    | СІ            | 1             | 0             | 40     | 4      |
| 2019–20               | «Мілан»               | A                     | 22        | 2         | КІ                 | 3                  | 1                  | -                    | -                    | -                    | -             | -             | -             | 25     | 3      |
| 2020–21               | «Мілан»               | A                     | 28        | 1         | КІ                 | 2                  | 0                  | ЛЄ                   | 13                   | 2                    | -             | -             | -             | 43     | 3      |
| 2021–22               | «Мілан»               | A                     | 5         | 0         | КІ                 | 0                  | 0                  | ЛЧ                   | 0                    | 0                    | -             | -             | -             | 5      | 0      |
| Усього за «Мілан»     | Усього за «Мілан»     | Усього за «Мілан»     | 86        | 7         |                    | 9                  | 1                  |                      | 17                   | 2                    |               | 1             | 0             | 113    | 10     |
| 2022–23               | «Валенсія»            | ПД                    | 25        | 4         | КІ                 | 1                  | 0                  | -                    | -                    | -                    | -             | -             | -             | 26     | 4      |
| Усього за кар'єру     | Усього за кар'єру     | Усього за кар'єру     | 236       | 21        |                    | 25                 | 2                  |                      | 43                   | 3                    |               | 1             | 0             | 305    | 26     |

### Статистика виступів за збірну
| Дата      | Місто     | Господарі | Результат | Гості    | Турнір                             | Голи | Примітки |
| --------- | --------- | --------- | --------- | -------- | ---------------------------------- | ---- | -------- |
| 26-3-2015 | Картахена | Іспанія   | 2 – 0     | Норвегія | Товариський матч                   | -    | 63'      |
| 30-3-2015 | Леон      | Іспанія   | 4 – 0     | Білорусь | Товариський матч                   | -    | 68'      |
| 2-9-2015  | Таллінн   | Естонія   | 0 – 2     | Іспанія  | Кваліфікація молодіжного Євро-2017 | -    | 61'      |
| 7-10-2015 | Тбілісі   | Грузія    | 2 – 5     | Іспанія  | Кваліфікація молодіжного Євро-2017 | -    | 61'      |
| Усього    |           | Матчів    | 4         |          | Голів                              | 0    |          |

## Титули і досягнення
- Чемпіон Італії (1):

«Мілан»: 2021–22